# Dendrothele americana
Dendrothele americana är en svampart som beskrevs av Nakasone 2006. Dendrothele americana ingår i släktet Dendrothele och familjen Corticiaceae.   Inga underarter finns listade i Catalogue of Life.